# Station Krosno Odrzańskie
Station Krosno Odrzańskie is een spoorwegstation in de Poolse plaats Krosno Odrzańskie.